# Campionato bulgaro di football americano 2018
Il Campionato bulgaro di football americano 2018 è la 1ª edizione del campionato di football americano di primo livello, organizzato dalla BAFL.
Era prevista anche la partecipazione dei Sofia Raiders, ma la squadra si è ritirata e il campionato è stato ristrutturato.

## Squadre partecipanti
| Club                 | Città       | Stadio | Sponsor ufficiale |
| -------------------- | ----------- | ------ | ----------------- |
| Blagoevgrad Griffins | Blagoevgrad |        |                   |
| Sofia Bears          | Sofia       |        |                   |
| Sofia Bulldozers     | Sofia       |        |                   |
| Sofia Raiders        | Sofia       |        |                   |

## Stagione regolare

### Calendario

#### 1ª giornata
| Blagoevgrad 31 marzo 2018, ore 10:30 | Sofia Bulldozers | 6 – 20 | Sofia Bears |  |

| Blagoevgrad 31 marzo 2018, ore 13:00 | Blagoevgrad Griffins | 44 – 12 | Sofia Bulldozers |  |

#### 2ª giornata
| Sofia 14 aprile 2018 | Sofia Bears | 12 – 19 | Blagoevgrad Griffins |  |

| Sofia 14 aprile 2018 | Sofia Bulldozers | 12 – 6 | Blagoevgrad Griffins |  |

#### 3ª giornata
| Sofia 12 maggio 2018 | Sofia Bulldozers | 13 – 0 | Sofia Bears |  |

| Sofia 12 maggio 2018 | Blagoevgrad Griffins | 19 – 15 | Sofia Bears |  |

#### 4ª giornata
| Bansko 6 ottobre 2018, ore 10:00 | Blagoevgrad Griffins | 0 – 30 | Sofia Bulldozers | Stadion Sveti Petar |

| Bansko 6 ottobre 2018, ore 12:30 | Sofia Bulldozers | 6 – 18 | Sofia Bears | Stadion Sveti Petar |

| Bansko 6 ottobre 2018, ore 15:00 | Blagoevgrad Griffins | 0 – 30 | Sofia Bears | Stadion Sveti Petar |

| 2018 | Sofia Raiders | - – - | Sofia Bears |  |

#### 5ª giornata
| Sofia 27 ottobre 2018 | Sofia Bears | 28 – 12 | Blagoevgrad Griffins | Sportakademie Wassil Lewski |

| Sofia 27 ottobre 2018 | Sofia Bears | 12 – 13 | Sofia Bulldozers | Sportakademie Wassil Lewski |

| Sofia 27 ottobre 2018 | Sofia Bulldozers | 14 – 12 | Blagoevgrad Griffins | Sportakademie Wassil Lewski |

| 2018 | Sofia Raiders | - – - | Sofia Bulldozers |  |

| 2018 | Blagoevgrad Griffins | - – - | Sofia Raiders |  |

#### 6ª giornata
| Sofia 2018 | Sofia Raiders | - – - | Blagoevgrad Griffins |  |

### Classifica
La classifica della regular season è la seguente.
- PCT = percentuale di vittorie, G = partite giocate, V = partite vinte,  P = partite perse, PF = punti fatti, PS = punti subiti

| Pos. | Squadra              | PCT  | G | V | N | P | PF  | PS  |
| ---- | -------------------- | ---- | - | - | - | - | --- | --- |
| 1    | Sofia Bulldozers     | .625 | 8 | 5 | 0 | 3 | 106 | 112 |
| 2    | Sofia Bears          | .500 | 8 | 4 | 0 | 4 | 138 | 88  |
| 3    | Blagoevgrad Griffins | .375 | 8 | 3 | 0 | 5 | 112 | 153 |
| -    | Sofia Raiders        | -    | - | - | - | - | -   | -   |

## I Bulbowl
| Sofia 10 novembre 2018 | Sofia Bulldozers | 6 – 19 | Sofia Bears |  |

## Verdetti
- Sofia Bears Campioni della Bulgaria 2018